# Heterogomphus monotuberculatus
Heterogomphus monotuberculatus är en skalbaggsart som beskrevs av Dupuis och Roger Paul Dechambre 2008. Heterogomphus monotuberculatus ingår i släktet Heterogomphus och familjen Dynastidae. Inga underarter finns listade i Catalogue of Life.